# Экшмитт, Вернер
Вернер Экшмитт, нем. Werner Ekschmitt (1926, Вупперталь — 24 декабря 2004, Штауфен-им-Брайсгау) — немецкий филолог, доцент Гёте-Института, автор многочисленных книг по древнегреческому языку и эгейской культуре.
В. Экшмитт вырос в Вуппертале и после окончания 2-й мировой войны обучался в Гейдельбергском университете Рупрехта и Карла, где изучал классическую филологию, философию и историю религии, там же защитил докторскую диссертацию. С конца 1950-х годов — доцент Гёте-Института, с 1960 г. — работает в отделении института в Греции, сначала в Афинах, затем как руководитель филиала в Патрасе, затем семь лет руководит филиалом в Салониках. В 1966 г. опубликовал свою первую книгу о греческой древней истории.
В 1980 году уходит на пенсию, после чего начинается весьма плодотворный период в его жизни. Он написал и опубликовал ряд книг, где в популярной форме, но с основательной опорой на многочисленные научные источники излагалась история эгейского региона. Экшмитт принимал участие в научных исследованиях Альберт-Людвиг-университета во Фрайбурге. Умер от рака.

## Сочинения
- Das Gedächtnis der Völker. Hieroglyphen, Schrift und Schriftfunde auf Tontafeln, Papyri und Pergamenten, Safari, Berlin 1964 (Die Welt des Wissens)
  - перевод на чешский язык: Pamět' národ°u. Hieroglyfy, písmo a písemné nálezy na hliněných tabulkách, papyrech a pergamenech, Orbis, Prag 1974
- Ins unbekannte Griechenland, Safari, Berlin 1966 (Die Welt des Wissens)
- Die Kontroverse um Linear B, Beck, München 1969
- Der Aufstieg Athens. Die Zeit der Perser-Kriege, Bertelsmann, München 1968 ISBN 3-570-02431-8
- Fahrten auf dem Peloponnes. Ins unbekannte Griechenland, Safari bei Ullstein, Berlin-Frankfurt/M-Wien 1979 ISBN 3-7934-1133-8
- Die sieben Weltwunder. Ihre Erbauung, Zerstörung und Wiederentdeckung, von Zabern, Mainz 1984 (Kulturgeschichte der antiken Welt, Sonderband) ISBN 3-8053-0784-5
- Weltmodelle. Griechische Weltbilder von Thales bis Ptolemäus, von Zabern, Mainz 1989 (Kulturgeschichte der antiken Welt, Bd. 43) ISBN 3-8053-1092-7
- Die Kykladen. Bronzezeit, geometrische und archaische Zeit, von Zabern, Mainz 1993 (Kulturgeschichte der antiken Welt, Sonderband) ISBN 3-8053-1533-3
  - Die Kykladen. Teil 1: Neolithikum und Bronzezeit, von Zabern, Mainz 1986 (Kulturgeschichte der antiken Welt, Bd. 28/I) ISBN 3-8053-0842-6
  - Die Kykladen. Teil 2: Geometrische und archaische Zeit, von Zabern, Mainz 1986 (Kulturgeschichte der antiken Welt, Bd. 28/II) ISBN
- Ugarit — Qumran — Nag Hammadi. Die grossen Schriftfunde zur Bibel, von Zabern, Mainz 1993 (Kulturgeschichte der antiken Welt, Sonderband) ISBN 3-8053-1424-8
- Berg Athos. Geschichte, Leben und Kultur der griechischen Mönchsrepublik, Herder, Freiburg-Basel-Wien 1994 ISBN 3-451-04321-1